# 约纳 (米开朗基罗)
先知约纳（约拿）是意大利文艺复兴大师米开朗基罗在梵蒂冈宗座宫内西斯汀小堂天花板上绘制的七位旧约先知之一，绘制于1542年－1545年。
壁画描绘約拿的身后，有一条大鱼，意指约拿书中约拿被大鱼吞下的故事。